# Spargaloma
Spargaloma là một chi bướm đêm trong họ Erebidae.

## Các loài
- Spargaloma perditalis
- Spargaloma semilineata
- Spargaloma sexpunctata
- Spargaloma umbrifascia